# Systenoplacis giltayi
Systenoplacis giltayi là một loài nhện trong họ Zodariidae.
Loài này thuộc chi Systenoplacis. Systenoplacis giltayi được Roger de Lessert miêu tả năm 1929.